# Rio Barabaqua
O rio Barabaqua é um curso de água que banha o estado do Paraná. 